# بولك (ميزوري)
بولك (بالإنجليزية: Polk)‏ هي إحدى المجتمعات الفردية (غير مصنفة) في ولاية ميزوري في الولايات المتحدة الأمريكية.